# Rensselaer Westerlo
Rensselaer Westerlo (* 6. Mai 1776 in Albany, Provinz New York; † 18. April 1851 ebenda) war ein US-amerikanischer Jurist und Politiker. Zwischen 1817 und 1819 vertrat er den Bundesstaat New York im US-Repräsentantenhaus.

## Werdegang
Rensselaer Westerlo wurde während des Unabhängigkeitskrieges in Albany geboren und wuchs dort auf. 1795 graduierte er am Columbia College (heute Columbia University) in New York City. Er studierte Jura. Nach dem Erhalt seiner Zulassung als Anwalt begann er zu praktizieren. Politisch gehörte er der Föderalistischen Partei an.
Bei den Kongresswahlen des Jahres 1816 für den 15. Kongress wurde er im neunten Wahlbezirk von New York in das US-Repräsentantenhaus in Washington, D.C. gewählt, wo er am 4. März 1817 die Nachfolge von John Lovett antrat. Da er auf eine erneute Kandidatur im Jahr 1818 verzichtete, schied er nach dem 3. März 1819 aus dem Kongress aus.
Nach seiner Kongresszeit nahm er wieder seine Tätigkeit als Anwalt auf. Er verstarb am 18. April 1851 in Albany und wurde dort auf dem Albany Rural Cemetery beigesetzt.

## Familie
Rensselaer Westerlo war der Sohn von Catharina Livingston (1745–1810) und Rev. Eliardus Westerlo (1737–1790). Er heiratete am 5. Mai 1805 Jane Lansing (* 1785), Tochter von Cornelia Ray und Chancellor John Lansing, Witwe von Stephen Van Rensselaer. Seine Schwester, Catherine Westerlo, war mit John Woodworth verheiratet.